# Karas (serie animata)
Karas (鴉 －KARAS－?, Karasu), è una serie di OAV distribuita sia in Giappone che negli USA e in Australia, dove si mostra una combinazione di stili fra cui spicca un uso della computer grafica. La serie racconta di supereroi per celebrare il quarantesimo anno del genere. Nel picchiaduro per la console Wii intitolato Tatsunoko vs. Capcom: Ultimate All Stars, il Karas di Otoha è incluso tra i personaggi selezionabili.
Yamato Video si è occupato del doppiaggio in italiano della serie, che è stato distribuito sul canale Anime Generation di Prime Video dal 2 aprile al 7 maggio 2022 .

## Trama
La storia racconta di alcuni Karas, ovvero di persone che riescono a trasformarsi in potenti guerrieri meccanici. Essi combatteranno per far prevalere la pace o le proprie ambizioni.

## Personaggi
- Otoha, il protagonista che deve affrontare l'esercito ribelle. Nel corso della serie perderà i poteri ma sarà la sua forza di volontà, proprio nel momento in cui dovrà affrontare la morte a farlo tornare in forza come una volta. Doppiato in italiano da Ismaele Ariano[8].
- Yurine, un essere che accompagna il protagonista. Unione di un gatto con una donna invece la trasformazione di Otoha in un Karas attraverso un rito che ripete ogni volta. Durante i vari episodi apparentemente muore ma ritorna in vita con un particolare rito. Particolari sono i suoi occhiali che non indossa mai nel corso della serie, su cui è disegnato un occhio aperto ed uno chiuso. Doppiata in italiano da Martina Felli[8].
- Eko Hoshunin, l'antagonista a capo di un piccolo esercito. Una volta Karas che difendeva la pace ora vuole usare le sue capacità per conquistare il mondo. Doppiato in italiano da Riccardo Sarti[8].
- Kure, giovane ispettore di polizia che si trova coinvolto in avvenimenti che inizialmente non comprende e non vuole accettare. In seguito però, grazie all'esperienza del suo collega anziano, Sagisaka, comprende che tutto il mondo parallelo abitato da spiriti e demoni è reale e comincia a seguire la pista che lo porterà alla comprensione e alla verità. In italiano è doppiato da Massimo Triggiani.
- Sagisaka, è un ispettore di Polizia veterano di una certa età e che da molti anni è stato assegnato al "reparto speciale", che si occupa di eventi straordinari e demoniaci. Al commissariato viene preso in giro da tutti e considerato l'elemento strambo e pazzoide che la polizia tiene solo per rispetto della sua età. In realtà lui ha assistito in prima persona ad eventi catastrofici che hanno riguardato sua figlia e che l'anno aperto al mondo spirituale e demoniaco. Ora lui è l'unica chiave di volta per comprendere cosa sta succedendo davvero. È doppiato in italiano da Riccardo Rovatti.
- Nue, doppiato in italiano da Maurizio Merluzzo[8].
- Tsuchigumo, doppiata in italiano da Luana Congedo[8].
- Commissario, doppiato in italiano da Luca Ghignone[8].
- Homura, altro Karas di genere femminile proveniente da un distretto esterno, doppiata in italiano da Giulia Bersani.
- Hinaru, ragazza semplice e dalle poche pretese che però si trova coinvolta in situazioni ai confini della realtà. Il suo pragmatismo la porta a comprendere e accettare quanto avviene attorno a lei e la sua attrazione per l'ispettore Kure la porterà presto al "centro" della scena. Doppiata in italiano da Laura Cherubelli.

## Episodi
| Nº | Titolo italiano Giapponese 「Kanji」 - Rōmaji                       | Prima edizione  | Prima edizione |
| Nº | Titolo italiano Giapponese 「Kanji」 - Rōmaji                       | Giapponese      | Italiano       |
| 1  | Overture - Il risveglio di Karas 「鴉開眼」 - Karasu kaigan         | 25 marzo 2005   | 2 aprile 2022  |
| 2  | Inferno - I cerchi di fiamme 「火炎輪」 - Kaenwa                    | 12 agosto 2005  | 9 aprile 2022  |
| 3  | Revive - Il risveglio della distruzione 「滅 覚醒」 - Metsu kakusei | 21 ottobre 2005 | 16 aprile 2022 |
| 4  | Sacrifice - La parte umana di Otoha 「人 乙羽」 - Hito Otoha        | 22 giugno 2007  | 23 aprile 2022 |
| 5  | Engage - L'illusione di un distretto 「幻想区」 - Gensōku           | 3 agosto 2007   | 30 aprile 2022 |
| 6  | Existence - La vera leggenda 「真 伝説」 - Shin densetsu            | 3 agosto 2007   | 7 maggio 2022  |